# 前进街道 (沈阳市)
前进街道，是中华人民共和国辽宁省沈阳市大东区下辖的一个乡镇级行政单位。

## 行政区划
前进街道下辖以下地区：
八棵树社区、兴达社区、赵家村、后陵村、山梨村、辛家村、王家村、望花村、榆林村、大洼村、大志村、皮台村、二台子村和东山村。